# 新潟県中学校の廃校一覧
新潟県中学校の廃校一覧（にいがたけんちゅうがっこうのはいこういちらん）は、新潟県内の廃校になった中学校の一覧。対象となるのは、学制改革（1947年）以降に廃校となった中学校、および分校である。学校名は廃校当時のもの。廃校時に中学校が所在していた自治体がその後、合併により消滅している場合は、現行の自治体に含める。また現在休校中の県内の中学校や分校も、事実上廃校となっているものが多いため、参考として本項に記載する。
（）内は、廃校になった年である。

## 新潟市
- 新潟市立長嶺中学校（1948年木戸中〈旧〉と統合し新潟市立東新潟中学校へ）[1]
- 新潟市立木戸中学校〈旧〉（1948年長嶺中と統合し東新潟中へ、1969年再独立）[1]
- 新潟市立新関中学校（2007年新潟市立新津第五中学校へ統合）[2]
- 新潟市立舟栄中学校（2014年統合により新潟市立新潟柳都中学校へ）[3]
- 新潟市立二葉中学校（同上）[3]
- 新津市立新津第四中学校（1967年新潟市立新津第二中学校〈当時：新津市立〉へ統合）[4]
- 新津市立新津第三中学校（1995年新津第五中へ統合）[2]
- 白根町立小林中学校（1959年白根町立白根中学校へ統合）[5]
- 白根市立茨曽根中学校（1975年統合により新潟市立白根第一中学校〈当時：白根市立〉へ）[6]
- 白根市立白根中学校（同上）[6]
- 白根市立根岸中学校（同上）[6]
- 白根市立大鷲中学校（1992年白根第一中の一部と統合し新潟市立白根北中学校〈当時：白根市立〉へ）[7]
- 白根市立新飯田中学校（2003年白根第一中の一部および庄瀬中と統合し新潟市立白南中学校〈当時：白根市立〉へ）[8]
- 白根市立庄瀬中学校（2003年白根第一中の一部および新飯田中と統合し白南中へ）[8]
- 豊栄市立長浦中学校（1993年葛塚中の一部と統合し新潟市立光晴中学校〈当時：豊栄市立〉へ）[9]
- 小須戸町立小須戸中学校矢代田分校（1948年9月4日）[10]
- 岩室村立岩室中学校〈旧〉（1964年和納中と統合し新潟市立岩室中学校〈当時：岩室村立〉へ）[11]
- 和納村立和納中学校（1964年岩室中〈旧〉と統合し岩室中〈新〉へ）[11]
- 間瀬村立間瀬中学校（1966年岩室中〈新〉へ統合）[11]
- 巻町立巻中学校（1983年新潟市立巻東中学校[12]と新潟市立巻西中学校[13]〈いずれも当時：巻町立〉へ分割）
- 巻町立峰岡中学校（同上）[12]
- 巻町立漆山中学校（1983年巻中の一部・峰岡中の一部と統合し巻東中へ）[12]
- 巻町立浜松中学校（1983年巻中の一部・峰岡中の一部と統合し巻西中へ）[13]
- 曽根町立曽根中学校（1949年鎧郷中と統合し曽根町鎧郷村組合立曽郷中学校〈のち：西川町立〉へ）[14]
- 鎧郷村立鎧郷中学校（1949年曽根中と統合し曽郷中へ）[15]
- 西川町立曽郷中学校（1976年升潟中と統合し新潟市立西川中学校〈当時：西川町立〉へ）[15]
- 西川町立升潟中学校（1976年曽郷中と統合し西川中へ）[15]
- 中之口村立小吉中学校（1964年天神中と統合し新潟市立中之口中学校〈当時：中之口村立〉へ）[16]
- 組合立天神中学校（1964年小吉中と統合し中之口中へ）[16]
- 亀田町立早通中学校（1967年新潟市立亀田中学校〈当時：亀田町立〉へ統合）[17]

## 長岡市
- 長岡市立富曽亀中学校（1953年長岡市立北中学校へ統合）[18]
- 長岡市立十日町中学校（1963年六日市中と統合し長岡市立岡南中学校へ）[19]
- 長岡市立六日市中学校（1963年十日町中と統合し岡南中へ）[19]
- 長岡市立日越中学校（1967年深才中・長岡市立南中学校の一部と統合し長岡市立西中学校へ）[20]
- 長岡市立深才中学校（1967年日越中・南中の一部と統合し西中へ）[20]
- 長岡市立黒条中学校（1967年新組中と統合し長岡市立堤岡中学校へ）[21]
- 長岡市立新組中学校（1967年黒条中と統合し堤岡中へ）[21]
- 長岡市立福戸中学校（1971年統合により長岡市立江陽中学校へ）[22]
- 長岡市立上川西中学校（同上）[22]
- 長岡市立下川西中学校（同上）[22]
- 長岡市立大積中学校（1985年宮本中と統合し長岡市立青葉台中学校へ）[23]
- 長岡市立宮本中学校（1985年大積中と統合し青葉台中へ）[23]
- 長岡市立塚山中学校（2006年長岡市立越路中学校へ統合）[24]
- 脇野町立脇野町中学校（1951年長岡市立三島中学校〈当時：脇野町大津村組合立〉開校に伴い廃校）[25]
- 山古志村立竹沢中学校（1956年統合により山古志中〈初代〉へ）[26]
- 山古志村立東竹沢中学校（同上）[26]
- 山古志村立東竹沢中学校芹坪分校（1956年山古志中芹坪分校分校となり、1972年廃止）[26]
- 山古志村立太田中学校虫亀分校（1956年山古志中虫亀分校となり、1972年廃止）[26]
- 山古志村立太田中学校池谷分校（1956年山古志中池谷分校となり、1972年廃止）[26]
- 山古志村立山古志中学校〈初代〉（1992年種芋原中と統合し長岡市立山古志中学校〈当時：山古志村立〉へ）[26]
- 山古志村立種芋原中学校（1992年山古志中〈初代〉と統合し山古志中〈2代目〉へ）[26]
- 越路町立来迎寺中学校（1960年岩塚中と統合し越路中へ）[24]
- 越路町立岩塚中学校（1960年来迎寺中と統合し越路中へ）[24]
- 越路町立石津中学校（1961年越路中へ統合）[24]
- 三島町立日吉中学校（1960年三島中へ統合）[25]
- 小国町立中里中学校（1959年渋海中へ統合））[27]
- 小国町立渋海中学校（1967年統合により長岡市立小国中学校〈当時：小国町立〉へ）[28]
- 小国町立上小国中学校（同上）[28]
- 小国町立八王子中学校（同上）[28]
- 越路町・小国町組合立千塚中学校（1967年解散し、小国町域は統合で小国中へ、残部は塚山中と改称）[27]
- 川口町立川口中学校〈旧〉（1976年統合により長岡市立川口中学校〈当時：川口町立〉へ）[29]
- 川口町立田麦山中学校（同上）[29]
- 川口町立木沢中学校（同上）[29]
- 東谷村立東谷中学校栃堀分校（1949年9月）[30]
- 栃尾市立入東谷中学校（1960年統合により南中へ）[31]
- 栃尾市立西谷中学校（同上）[31]
- 栃尾市立中野俣中学校（同上）[31]
- 栃尾市立栃尾中学校（1989年長岡市立秋葉中学校と長岡市立刈谷田中学校〈いずれも当時：栃尾市立〉へ再編）[32]
- 栃尾市立東谷中学校（同上）[32]
- 栃尾市立荷頃中学校（同上）[32]
- 栃尾市立南中学校（同上）[32]
- 栃尾市立半蔵金中学校（同上）[32]
- 栃尾市立下塩谷中学校（同上）[32]
- 栃尾市立上塩谷中学校（同上）[32]
- 寺泊町立寺泊中学校〈旧〉（1996年大河津中と統合し長岡市立寺泊中学校〈当時：寺泊町立〉へ）[33]
- 寺泊町立大河津中学校（1996年寺泊中〈旧〉と統合し寺泊中〈新〉へ）[33]
- 与板町立黒川中学校（1961年長岡市立与板中学校〈当時：与板町立〉へ統合）[34]
- 中之島町立中之島中学校〈旧〉（1992年中之島北中と統合し長岡市立中之島中学校〈当時：中之島町立〉へ）[35]
- 中之島町立中之島北中学校（1992年中之島中〈旧〉と統合し中之島中〈新〉へ）[35]
- 帝京長岡中学校（私立、2007年度より休校）[注釈 1]

## 三条市
- 三条市立大崎中学校（2018年大崎小と統合し三条市立大崎学園へ）[36]
- 栄村立福島中学校（1978年大面中と統合し三条市立栄中学校〈当時：栄村立〉へ）[37]
- 栄村立大面中学校（1978年福島中と統合し栄中へ）[37]
- 下田村立長沢中学校（1986年統合により三条市立下田中学校〈当時：下田村立〉へ）[38]
- 下田村立森町中学校（同上）[38]
- 下田村立鹿峠中学校（同上）[38]

## 柏崎市
- 柏崎市立南鯖石中学校（1970年鯖石中と統合し柏崎市立第五中学校へ）[39]
- 柏崎市立鯖石中学校（1970年南鯖石中と統合し第五中へ）[39]
- 柏崎市立北鯖石中学校（1975年田尻中と統合し柏崎市立東中学校へ）[40]
- 柏崎市立田尻中学校（1975年北鯖石中と統合し東中へ）[40]
- 柏崎市立荒浜中学校（1984年高浜中と統合し柏崎市立松浜中学校へ）[41]
- 柏崎市立高浜中学校（1984年荒浜中と統合し松浜中へ）[41]
- 柏崎市立第四中学校（1991年統合により柏崎市立南中学校へ）[42]
- 柏崎市立城北中学校（同上）[42]
- 柏崎市立鵜川中学校（同上）[42]
- 柏崎市立米山中学校（1994年柏崎市立第三中学校へ統合）[43]
- 柏崎市立西中通中学校（1995年中通中と統合し柏崎市立瑞穂中学校へ）[44]
- 柏崎市立中通中学校（1995年西中通中と統合し瑞穂中へ）[44]
- 柏崎市立高柳中学校（2020年第五中へ統合）[45]
- 西山町立二田中学校（1979年統合により柏崎市立西山中学校〈当時：西山町立〉へ）[46]
- 西山町立内郷中学校（同上）[46]
- 西山町立石地中学校（同上）[46]

## 新発田市
- 新発田市立新発田中学校（1949年新発田市立本丸中学校・外ヶ輪中〈現：新発田市立第一中学校〉・新発田市立猿橋中学校へ分割）[47]
- 新発田市立松浦中学校荒川分校（1957年）[48]
- 新発田市立松浦中学校（1972年統合により新発田市立東中学校へ）[49]
- 新発田市立五十公野中学校（同上）[49]
- 新発田市立米倉中学校（同上）[49]
- 新発田市立赤谷中学校（同上）[49]
- 組合立加治中学校（1980年新発田市立七葉中学校・新発田市立加治川中学校〈当時：加治川村立〉へ分割）[48]
- 新発田市立菅谷中学校（1980年加治中の一部と統合し七葉中へ）[48]
- 紫雲寺町立松塚中学校（1958年新発田市立紫雲寺中学校〈当時：紫雲寺町立〉へ統合）[50]
- 紫雲寺町立紫雲寺中学校藤塚浜分校（1962年）[50]
- 豊浦町立中浦中学校（1975年本田中と統合し新発田市立豊浦中学校〈当時：豊浦町立〉へ）[48]
- 豊浦町立本田中学校（1975年中浦中と統合し豊浦中へ）[48]
- 加治川村立金塚中学校（1980年加治中の一部と統合し加治川中へ）[48]

## 小千谷市
- 小千谷市立城川中学校（1955年小千谷市立小千谷中学校へ統合）[51]
- 小千谷市立小千谷中学校土川分校（1957年）[注釈 2]
- 小千谷市立川井中学校冬井戸屋分校（1957年岩沢中へ統合）
- 小千谷市立岩沢中学校小土山分校（同上）
- 小千谷市立東小千谷中学校小栗山分校（1958年）
- 小千谷市立東小千谷中学校塩谷分校（1958年）
- 小千谷市立小千谷中学校上片貝分校（1961年）
- 小千谷市立真人中学校北山分校（1968年）
- 小千谷市立真人中学校若栃分校（1968年）
- 小千谷市立川井中学校（1968年岩沢中へ統合）
- 小千谷市立川井中学校内ヶ巻分校（同上）
- 小千谷市立岩沢中学校大崩分校（同上）
- 小千谷市立片貝中学校高梨分校（1970年小千谷市立千田中学校へ統合）[52]
- 小千谷市立岩沢中学校（1981年統合により小千谷市立南中学校へ）[53]
- 小千谷市立真人中学校（同上）[53]
- 小千谷市立小千谷中学校塩殿分校（同上）[53]
- 小千谷市立吉谷中学校（1981年小千谷市立吉谷小学校区は小千谷中、他は南中[53]へ統合）
- 小千谷市立東山中学校（1987年小千谷市立東小千谷中学校へ統合）[54]

## 十日町市
- 十日町市立十日町中学校大池分校（1965年12月1日）[55]
- 十日町市立十日町中学校軽沢分校（1965年12月1日）[55]
- 十日町市立下条中学校東下組分校（1980年）[56]
- 十日町市立川治中学校八箇分校（1958年）[57]
- 十日町市立川治中学校（1967年六箇中と統合し十日町市立南中学校へ）[57]
- 十日町市立六箇中学校（1967年川治中と統合し南中へ）[57]
- 中条村立中条中学校大井田分校（1948年）[58]
- 松之山町立松之山中学校坪野校舎（1949年）[59]
- 松之山町立松之山中学校松里校舎（1971年）[59]
- 松之山町立松之山中学校東川校舎（1973年）[59]
- 松之山町立浦田中学校（1991年十日町市立松之山中学校〈当時：松之山町立〉へ統合）[59]
- 川西町立仙田中学校第二分校（1948年）[60]
- 川西町立千手中学校（1961年上野中と統合し十日町市立川西中学校〈当時：川西町立〉へ）[61]
- 川西町立上野中学校（1961年千手中と統合し川西中へ）[61]
- 川西町立仙田中学校第一分校（1963年）[60]
- 川西町立仙田中学校雪中派出所（1963年）[60]
- 川西町立橘中学校（1971年川西中へ統合）[61]
- 川西町立仙田中学校（1975年川西中へ統合）[61]
- 川西町立白倉中学校（同上）[61]
- 松代町立松代中学校〈旧〉（1979年統合により十日町市立松代中学校〈当時：松代町立〉へ）[62]
- 松代町立奴奈川中学校（同上）[62]
- 松代町立山平中学校（同上）[62]
- 松代町立孟地中学校（同上）[62]
- 松代町立清水中学校（同上）[62]
- 松代町立桐山中学校（同上）[62]
- 中里村立田沢中学校（1985年統合により十日町市立中里中学校〈当時：中里村立〉へ）[63]
- 中里村立倉俣中学校（同上）[63]
- 中里村立貝野中学校（同上）[63]

## 見附市
- 見附市立新潟中学校（1968年見附市立見附中学校へ統合）[64]
- 見附市立上北谷中学校（1979年北谷中・見附中の一部と統合し見附市立南中学校へ）[65]
- 見附市立北谷中学校（1979年上北谷中・見附中の一部と統合し南中へ）[65]
- 見附市立葛巻中学校（1986年見附中の一部と統合し見附市立西中学校へ）[66]

## 村上市
- 村上市立村上中学校（1970年瀬波中と統合し村上市立村上第一中学校へ）[67]
- 村上市立瀬波中学校（1970年村上中と統合し村上第一中へ）[67]
- 村上市立神納中学校〈2代目〉（2019年平林中と統合し村上市立神林中学校へ）[68]
- 村上市立平林中学校（2019年神納中〈2代目〉と統合し神林中へ）[68]
- 神林村立神納中学校〈初代〉（2000年岩船中の一部と統合し神納中〈2代目〉へ）[69]
- 村上市・神林村組合立岩船中学校（2000年組合立解消のため、一部が神納中〈初代〉と統合し神納中〈2代目〉へ、残りは村上市立岩船中学校となる）[69]
- 荒川町立荒川中学校〈旧〉（1958年金屋中と統合し村上市立荒川中学校〈当時：荒川町立〉へ）[70]
- 荒川町立金屋中学校（1954年荒川中〈旧〉と統合し荒川中〈新〉へ）[70]
- 山北町立中俣中学校（1980年）
- 山北町立大川谷中学校（1996年南中と統合し村上市立山北中学校〈当時：山北町立〉へ）[71]
- 山北町立南中学校（1996年大川谷中と統合し山北中へ）[71]

## 燕市
- 燕市立小中川中学校（1965年松長中と統合し燕市立燕北中学校小中川校舎となり、同年8月28日完全統合）[72]
- 燕市立松長中学校（1965年小中川中と統合し燕北中松長校舎となり、同年8月28日廃止）[72]
- 吉田町立米納津中学校（1958年燕市立吉田中学校〈当時：吉田町立〉へ統合）[73]
- 吉田町立粟生津中学校（1966年吉田中へ統合）[73]
- 地蔵堂町立地蔵堂中学校（1951年島上中と統合し地蔵堂町島上村組合立地蔵堂郷中学校〈のち：分水町立〉へ）[74]
- 島上村立島上中学校（1951年地蔵堂中と統合し地蔵堂郷中へ）[74]
- 分水町立地蔵堂郷中学校（1978年国上中と統合し燕市立分水中学校〈当時：分水町立〉へ）[74]
- 分水町立国上中学校（1978年地蔵堂郷中と統合し分水中へ）[74]

## 糸魚川市
- 糸魚川市立大和川中学校（1961年浦本中と統合し糸魚川第二中へ）[75]
- 糸魚川市立浦本中学校（1961年大和川中と統合し糸魚川第二中へ）[75]
- 糸魚川市立糸魚川第二中学校（1995年統合により糸魚川市立糸魚川東中学校へ）[75]
- 糸魚川市立下早川中学校（同上）[75]
- 糸魚川市立上早川中学校（同上）[75]
- 糸魚川市立糸魚川中学校〈旧〉（1998年統合により糸魚川市立糸魚川中学校〈新〉へ）[75]
- 糸魚川市立西海中学校（同上）[75]
- 糸魚川市立姫川中学校（同上）[75]
- 糸魚川市立磯部中学校（2010年糸魚川市立能生中学校へ統合）[76]
- 能生町立木浦中学校（1960年能生中へ統合）[76]
- 能生町立能生谷中学校（1960年廃校、一部は能生中へ統合）[76]
- 能生町立南中学校（1992年能生中へ統合）[76]
- 青海町立上路中学校（1966年糸魚川市立青海中学校〈当時：青海町立〉へ統合）[77]
- 青海町立市振中学校（1968年青海中へ統合）[77]
- 青海町立歌外波中学校（1971年青海中へ統合）[77]

## 妙高市
- 妙高市立新井南中学校（2010年妙高市立妙高中学校へ統合）[78]
- 新井市立泉中学校（1956年鳥坂中・上郷中の一部と統合し新井南中となり、1959年完全統合）[79]
- 新井市立新井南中学校鳥坂分校（1959年）[79]
- 新井市立新井南中学校上郷分校（1959年）[79]
- 新井市立鳥坂中学校（1961年廃校、一部は新井南中へ）[79]
- 新井市立水上中学校（1962年新井中〈初代〉へ統合）[80]
- 新井市立平丸中学校（1969年5月20日新井南中へ統合）[79]
- 新井市立新井中学校〈初代〉（1970年統合により妙高市立新井中学校〈当時：新井市立〉へ）[80]
- 新井市立矢代中学校（同上）[80]
- 新井市立斐太中学校（同上）[80]
- 新井市立上郷中学校（1970年新井南中へ統合）[79]
- 新井市立新井南中学校寸分道分校（1970年）[79]
- 新井市立水原中学校（1976年新井南中へ統合）[79]
- 妙高村立大鹿中学校（1956年原通中と統合し東妙高中へ）[81]
- 妙高村立原通中学校（1956年大鹿中と統合し東妙高中へ）[81]
- 妙高村立関山中学校〈旧〉（1972年東妙高中と統合し関山中〈現：妙高中〉へ）[78]
- 妙高村立東妙高中学校（1972年関山中〈旧〉と統合し関山中〈現：妙高中〉へ）[78]
- 妙高村立豊葦中学校（1990年妙高中へ統合）[81]

## 五泉市
- 五泉市立巣本中学校（1981年五泉市立五泉中学校の一部と統合し、五泉市立五泉北中学校へ）[82]
- 五泉市立橋田中学校（2004年五泉中へ統合）[83][注釈 3]
- 五泉市立愛宕中学校（2017年山王中と統合し五泉市立村松桜中学校へ）[84]
- 五泉市立山王中学校（2017年愛宕中と統合し村松桜中へ）[84]
- 村松町立村松中学校（1949年菅名中と統合し村松町・菅名村組合立愛宕中学校〈のち：村松町立〉へ）[85]
- 菅名村立菅名中学校（1949年村松中と統合し愛宕中へ）[85]
- 村松町立川内中学校（1966年愛宕中へ統合）[84]
- 村松町立大蒲原中学校（1966年十全中と統合し山王中へ）[86]
- 村松町立十全中学校（1966年大蒲原中と統合し山王中へ）[86]

## 上越市
- 上越市立第二中学校（1979年保倉中と統合し上越市立直江津東中学校へ）[87]
- 上越市立保倉中学校（1979年第二中と統合し直江津東中へ）[87]
- 上越市立城南中学校（1980年新道中と統合し上越市立城東中学校へ）[88]
- 上越市立新道中学校（1980年城南中と統合し城東中へ）[88]
- 上越市立津有中学校（1989年高士中と統合し上越市立雄志中学校へ）[89]
- 上越市立高士中学校（1989年津有中と統合し雄志中へ）[89]
- 上越市立谷浜中学校（1990年桑取中と統合し上越市立潮陵中学校へ）[90]
- 上越市立桑取中学校（1990年谷浜中と統合し潮陵中へ）[90]
- 上越市立中ノ俣小中学校（1999年）[91]
- 上越市立浦川原中学校（2024年統合により上越市立東頸中学校へ）[92]
- 上越市立安塚中学校（同上）[92]
- 上越市立大島中学校（同上）[92]
- 上杉村立上杉中学校（1950年美守中と統合し上杉村美守村組合立上美中学校〈のち：三和村立〉へ）[93]
- 美守村立美守中学校（1950年上杉中と統合し上美中へ）[93]
- 板倉村立板倉中学校豊原分校（1953年8月）[94]
- 板倉村立板倉中学校筒方分校（1961年）[94]
- 板倉町立板倉中学校寺野分校（1964年）[94]
- 清里村立菅原中学校（1965年櫛池中と統合し上越市立清里中学校〈当時：清里村立〉へ）[95]
- 清里村立櫛池中学校（1965年菅原中と統合し清里中へ）[95]
- 浦川原村立浦川原中学校中保倉分校（1955年安塚中から移管、1959年4月7日廃校）[96]
- 浦川原村立浦川原中学校月影分校（1955年安塚中から移管、1966年廃校）[96]
- 安塚町立菱里中学校須川分校（1957年）
- 安塚町立菱里中学校船倉分校（1957年）
- 安塚町立安塚中学校中川校舎（1958年）
- 安塚町立小黒中学校沼木分校（1961年）
- 安塚町立安塚中学校〈旧〉（1977年統合により安塚中へ）[97]
- 安塚町立菱里中学校（同上）[97]
- 安塚町立小黒中学校（同上）[97]
- 高田市立大町中学校（1959年9月春日中と統合し上越市立城北中学校〈当時：高田市立〉へ）[98]
- 高田市立春日中学校（1959年9月大町中と統合し城北中へ）[98][注釈 4]
- 高田市立諏訪中学校（1963年津有中へ統合）[100]
- 高田市立金谷中学校（1965年統合により上越市立城西中学校〈当時：高田市立〉へ）[101]
- 高田市立和田中学校（同上）[101]
- 高田市立三郷中学校（同上）[101]
- 牧村立牧中学校原分校（1959年）[102]
- 牧村立牧中学校川上分校（1959年）[102]
- 牧村立沖見中学校（1978年上越市立牧中学校〈当時：牧村立〉へ統合）[103]
- 柿崎町立柿崎中学校〈旧〉（1970年統合により上越市立柿崎中学校〈当時：柿崎町立〉へ）[104]
- 柿崎町立下黒川中学校（同上）[104]
- 柿崎町立黒川中学校（同上）[104]
- 柿崎町立黒岩中学校（同上）[104]
- 三和村立上美中学校（1972年里公中と統合し上越市立三和中学校〈当時：三和村立〉へ）[93]
- 三和村立里公中学校（1972年上美中と統合し三和中へ）[93]
- 大島村立大島中学校〈旧〉（1974年統合により大島中へ）[105]
- 大島村立旭中学校（同上）[105]
- 大島村立保倉中学校（同上）[105]
- 吉川町立吉川中学校（1979年統合により上越市立吉川中学校〈当時：吉川町立〉へ）[106]
- 吉川町立旭中学校　（同上）[106]
- 吉川町立川谷中学校（同上）[106]
- 吉川町立源中学校　（同上）[106]
- 頸城村立大瀁中学校（1980年明治中と統合し上越市立頸城中学校〈当時：頸城村立〉へ）[107]
- 頸城村立明治中学校（1980年大瀁中と統合し頸城中へ）[107]
- 名立町立名立中学校〈旧〉（1979年名南中と統合し上越市立名立中学校〈当時：名立町立〉へ）[108]
- 名立町立名南中学校（1979年名立中〈旧〉と統合し名立中〈新〉へ）[108]

## 阿賀野市
- 水原町立水原中学校〈旧〉（1960年堀越中と統合し阿賀野市立水原中学校〈当時：水原町立〉へ）[109]
- 水原町立堀越中学校（1960年水原中〈旧〉と統合し水原中〈新〉へ）[109]
- 水原町立分田中学校（1970年水原中〈新〉へ統合）[109]
- 笹神村立笹岡中学校（1972年神山中と統合し阿賀野市立笹神中学校〈当時：笹神村立〉へ）[110]
- 笹神村立神山中学校（1972年笹岡中と統合し笹神中へ）[110]

## 佐渡市
- 佐渡市立北中学校（2008年）[111]
- 佐渡市立東中学校（2013年南中と統合し佐渡市立両津中学校へ）[112]
- 佐渡市立南中学校（2013年東中と統合し両津中〈新〉へ）[112]
- 佐渡市立小木中学校（2014年羽茂中と統合し佐渡市立南佐渡中学校へ）[113]
- 佐渡市立羽茂中学校（2014年小木中と統合し南佐渡中へ）[113]
- 佐渡市立赤泊中学校（2025年南佐渡中へ統合）[114]
- 両津市立両津中学校〈旧〉（1960年東中と南中へ分割）
- 両津市立河崎中学校（1960年両津中の一部と統合し東中へ）
- 両津市立加茂中学校（1960年両津中の一部と統合し南中へ）
- 両津市立岩首中学校（1995年水津中と統合し佐渡市立前浜中学校〈当時：両津市立〉へ）[115]
- 両津市立水津中学校（1995年岩首中と統合し前浜中へ）[115]
- 佐和田町立二宮中学校（1957年統合により佐和田中〈初代〉へ）[116]
- 佐和田町立河原田中学校（同上）[116]
- 佐和田町立八幡中学校（同上）[116]
- 佐和田町立佐和田中学校〈初代〉（1971年沢根中と統合し佐渡市立佐和田中学校〈当時：佐和田町立〉へ）[116]
- 佐和田町立沢根中学校（1971年佐和田中〈初代〉と統合し佐和田中〈2代目〉へ）[116]
- 金井町立金井中学校〈旧〉（1961年吉井中と統合し佐渡市立金井中学校〈当時：金井町立〉へ）[117]
- 金井町立吉井中学校（1961年吉井中〈旧〉と統合し吉井中〈新〉へ）[117]
- 畑野村立畑野中学校小倉分校（1963年）[118]
- 相川町立高千中学校〈旧〉（1983年外海府中と統合し相川町立北部中学校となり、1984年相川町立高千中学校、2003年佐渡市立高千中学校へ改称）[119]
- 相川町立外海府中学校（1983年高千中と統合し北部中へ）[119]
- 相川町立相川中学校〈旧〉（2003年統合により佐渡市立相川中学校〈当時：相川町立〉へ）[120]
- 相川町立二見中学校（同上）[120]
- 相川町立金泉中学校（同上）[120]
- 真野町立西三川中学校（2000年佐渡市立真野中学校〈当時：真野町立〉へ統合）[121]
- 小木町立深浦中学校（2004年小木中へ統合）[122]

## 魚沼市
- 魚沼市立守門中学校（2019年入広瀬中と統合し魚沼市立魚沼北中学校へ）[123]
- 魚沼市立入広瀬中学校（2019年守門中と統合し魚沼北中へ）[123]
- 広神村立広瀬中学校（1971年藪神中と統合し魚沼市立広神中学校〈当時：広神村立〉へ）[124]
- 広神村立藪神中学校（1971年広瀬中と統合し広神中へ）[124]
- 堀之内町立堀之内中学校〈旧〉（1972年原中と統合し魚沼市立堀之内中学校〈当時：堀之内町立〉へ）[125]
- 堀之内町立原中学校（1972年堀之内中〈旧〉と統合し堀之内中〈新〉へ）[125]
- 守門村立須原中学校（1978年上条中と統合し守門中へ）[126]
- 守門村立上条中学校（1978年須原中と統合し守門中へ）[126]
- 小出町立小出中学校〈旧〉（1976年伊米ヶ崎中と統合し魚沼市立小出中学校（当時：小出町立）へ）[127]
- 小出町立伊米ヶ崎中学校（1976年小出中〈旧〉と統合し小出中〈新〉へ）[127]

## 南魚沼市
- 南魚沼市立城内中学校（2018年統合により南魚沼市立八海中学校へ）[128]
- 南魚沼市立大巻中学校（同上）[128]
- 南魚沼市立五十沢中学校（同上）[128]
- 大和町立薮神中学校（1968年統合により南魚沼市立大和中学校〈当時：大和町立〉へ）[129]
- 大和町立後山中学校（同上）[129]
- 大和立後山中学校辻又分校（同上）[129]
- 大和町立大崎中学校（同上）[129]
- 大和町立東中学校（同上）[129]
- 大和町立浦佐中学校（1968年大和中浦佐校舎となり、1970年4月24日廃止）[129]
- 塩沢町立塩沢中学校〈旧〉（1972年統合により南魚沼市立塩沢中学校〈当時：塩沢町立〉へ）[130]
- 塩沢町立石打中学校（同上）[130]
- 塩沢町立中之島中学校（同上）[130]
- 塩沢町立上田中学校（同上）[130]

## 胎内市
- 黒川村立黒川中学校〈旧〉（1979年胎内中と統合し胎内市立黒川中学校〈当時：黒川村立〉へ）[131]
- 黒川村立胎内中学校（1979年黒川中〈旧〉と統合し黒川中〈新〉へ）[131]

## 北蒲原郡
- 聖籠町立聖籠中学校〈旧〉（2001年亀代中と統合し聖籠町立聖籠中学校〈新〉へ）[132]
- 聖籠町立亀代中学校（2001年聖籠中〈旧〉と統合し聖籠中〈新〉へ）[132]

## 東蒲原郡
- 阿賀町立津川中学校（2008年統合により阿賀町立阿賀津川中学校へ）[133]
- 阿賀町立鹿瀬中学校（同上）[133]
- 阿賀町立上川中学校（同上）[133]
- 三川村立三川中学校〈旧〉（1966年統合により阿賀町立三川中学校〈当時：三川村立〉へ）[134]
- 三川村立谷花中学校（同上）[134]
- 三川村立下条中学校（同上）[134]
- 三川村立綱木小中学校（2003年三川中へ統合）[134]
- 新潟県立津川農業高等学校併設中学校（1949年）[135]
- 新潟県立阿賀黎明中学校（2020年）[136]

## 三島郡
- 出雲崎町立出雲崎中学校〈旧〉（1972年西越中と統合し出雲崎町立出雲崎中学校〈新〉へ）[137]
- 出雲崎町立西越中学校（1972年出雲崎中〈旧〉と統合し出雲崎中〈新〉へ）[137]

## 南魚沼郡
- 湯沢町立湯沢中学校〈旧〉（1960年統合により湯沢町立湯沢中学校〈新〉へ）[138]
- 湯沢町立神立中学校（同上）[138]
- 湯沢町立土樽中学校（同上）[138]
- 湯沢町立三俣中学校（1961年湯沢中〈新〉へ統合）[138]
- 湯沢町立三国中学校（1966年湯沢中〈新〉へ統合）[138]

## 中魚沼郡
- 津南町立下船渡中学校（1969年芦ヶ崎中と統合し津南町立津南中学校へ）[139]
- 津南町立芦ヶ崎中学校（1969年下船渡中と統合し津南中へ）[139]
- 津南町立外丸中学校（1972年津南中へ統合）[139]
- 津南町立中津中学校（同上）[139]
- 津南町立上郷中学校（2012年津南中へ統合）[139]

## 岩船郡
- 関川村立関谷中学校（2005年女川中と統合し関川村立関川中学校へ）[140]
- 関川村立女川中学校（2005年関谷中と統合し関川中へ）[140]